# Nezperce
Nezperce är administrativ huvudort i Lewis County i Idaho. Orten har fått sitt namn efter Nez Perce-stammen. Enligt 2010 års folkräkning hade Nezperce 466 invånare.